# Oberbeuren (Kaufbeuren)

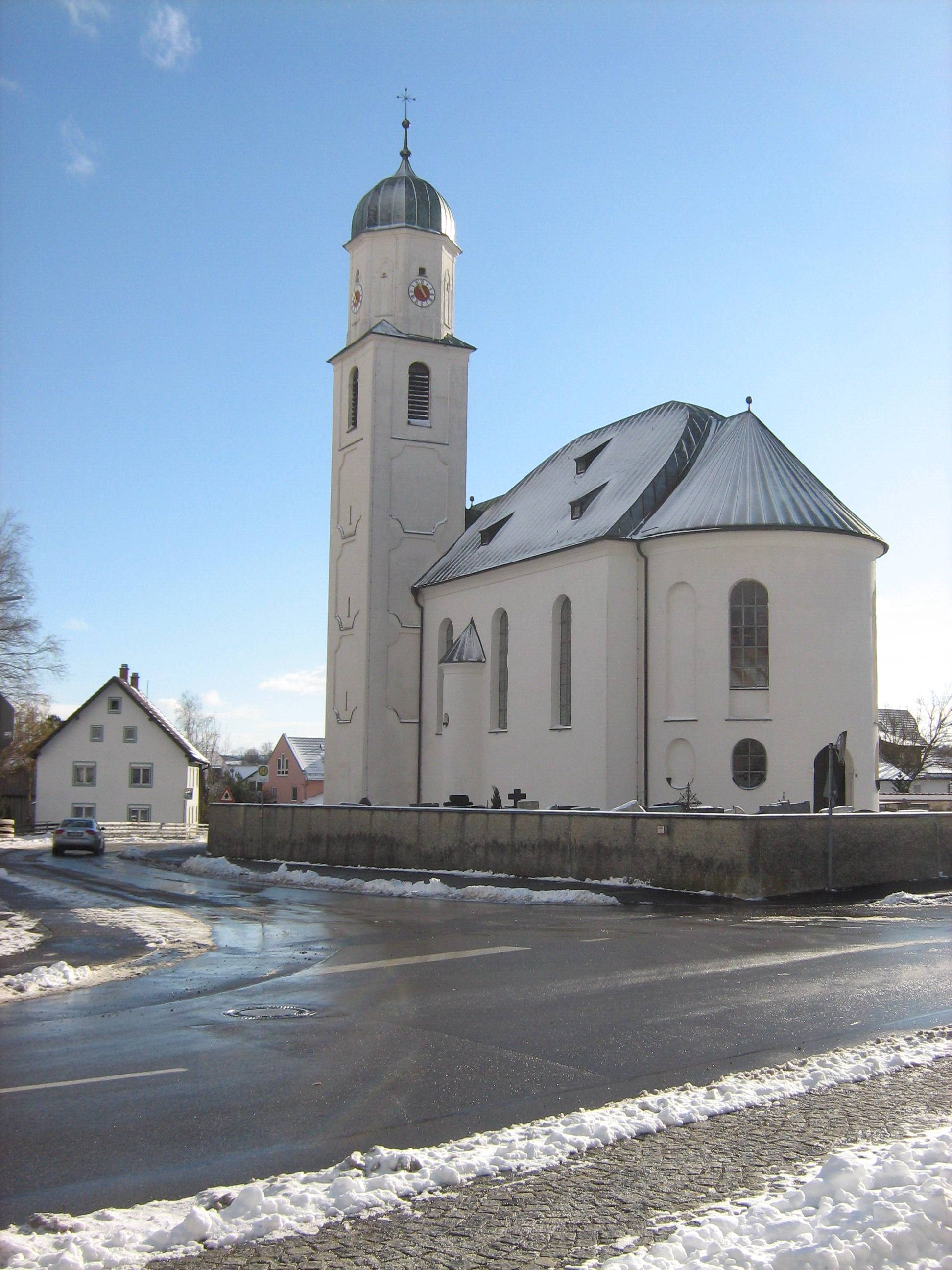
St. Dionysius

Oberbeuren ist ein Ortsteil und Pfarrdorf der kreisfreien Stadt Kaufbeuren in Bayerisch-Schwaben. Der Ortsteil liegt etwa zwei Kilometer westlich der Stadt und hat 3.921 Einwohner (Stand 31. Dezember 2023).
Der Name entstand aus dem althochdeutschen „bur“ für Haus oder Wohnung und dem von Kaufbeuren unterscheidenden Zusatz „ober“. Motivierend für diese Bildung war anscheinend die höhere Lage; die zentrale Kirche von Oberbeuren steht auf 712 m ü. NHN, die von Kaufbeuren auf 679 m ü. NHN.

## Ortsgeschichte
Die Ansiedlung geht auf die alamannische Landnahme Ende des 5. Jahrhunderts zurück, wahrscheinlich durch den Teilstamm der Juthungen. Im Rahmen der fränkischen Kolonisation im 8./9. Jahrhundert erfolgte der Ausbau zum Dorf; eine vorgeschichtliche Besiedlung und eine römische Ansiedlung sind möglich, da kleine Abschnittsbefestigungen und Hochäcker sowie im Jahr 1732 römische Silbermünzen gefunden wurden.
Der Franke Karlmann überlistete im Jahr 746 die schwäbischen Adeligen und legte in der Flur Oberbeurens bei einem Wertachübergang einen fränkischen Königshof an, aus dem später die Stadt Kaufbeuren entstand. Für Oberbeuren als alamannischen Altort zu Kaufbeuren sprechen merowingerzeitliche Grabfunde nordöstlich des Ortes. Der Ort befand sich im Besitz der Freiherren von Beuren (Gefolgsleute der Welfen), deren letzter Vertreter, Heinrich III., als Gefolgsmann Herzog Welfs VII., der das schwäbische Heeresaufgebot im Feldzug Friedrich Barbarossas gegen Papst Alexander III. führte, im Jahr 1167 in Italien an Malaria starb. Der Besitz der Herren von Beuren ging an das Kloster Ottobeuren. Diese überließen es den Welfen als Lehen (Welf VI.). 1191 vererbte sich das Reichsgut an die Staufer und 1268 an das Reich. Kaufbeuren wurde Stadt und schied aus dem Bereich der Urmark aus. Oberbeuren verblieb als kleine, vom Reich lehensbare Herrschaft. Grundherren waren unter anderem die Herren von Kemnat und das Kloster Irsee (der Besitz von zwei Höfen in „Obrenburen“ wurde im Jahr 1239 durch Papst Gregor IX. bestätigt – erstmals 1484 wurde der Ort „Oberbeuren“ genannt). Am 28. September 1308 wurde Oberbeuren von Heinrich VII. an Ritter Heinrich von Schwarzenburg verpfändet. 1408 gelangte es in den Besitz der Herren von Lichtenau und von diesen auf die Edlen von Heimenhofen-Burgberg. Im Jahr 1519 verkaufte es der 16-jährige Kaspar von Heimenhofen nach dem Tod seines Vaters Burkhard für 4000 Gulden an die Reichsstadt Kaufbeuren. Während Kaufbeuren 1543 überwiegend zur Reformation übertrat, blieben die zugehörigen Dörfer und auch Oberbeuren katholisch.
Um 1800 wurde Oberbeuren vereinödet
1802 wurde Kaufbeuren bayerisch und Oberbeuren 1803 selbständige Gemeinde.
1891 wurde die Wasserleitung gebaut, 1901 die Elektrizität eingeführt.
Am 30. Juni 1972 wurde die bis dahin selbständige Gemeinde Kleinkemnat aufgenommen. Am 1. Juli 1972, also einen Tag später, wurde Oberbeuren im Zuge der Gebietsreform zusammen mit Hirschzell in die kreisfreie Stadt Kaufbeuren eingegliedert. 1987 lebten in Oberbeuren zusammen mit dem Ortsteil Sankt Cosimas 2027 Einwohner.

## Kultur und Sehenswürdigkeiten

### Katholische Pfarrkirche St. Dionysius

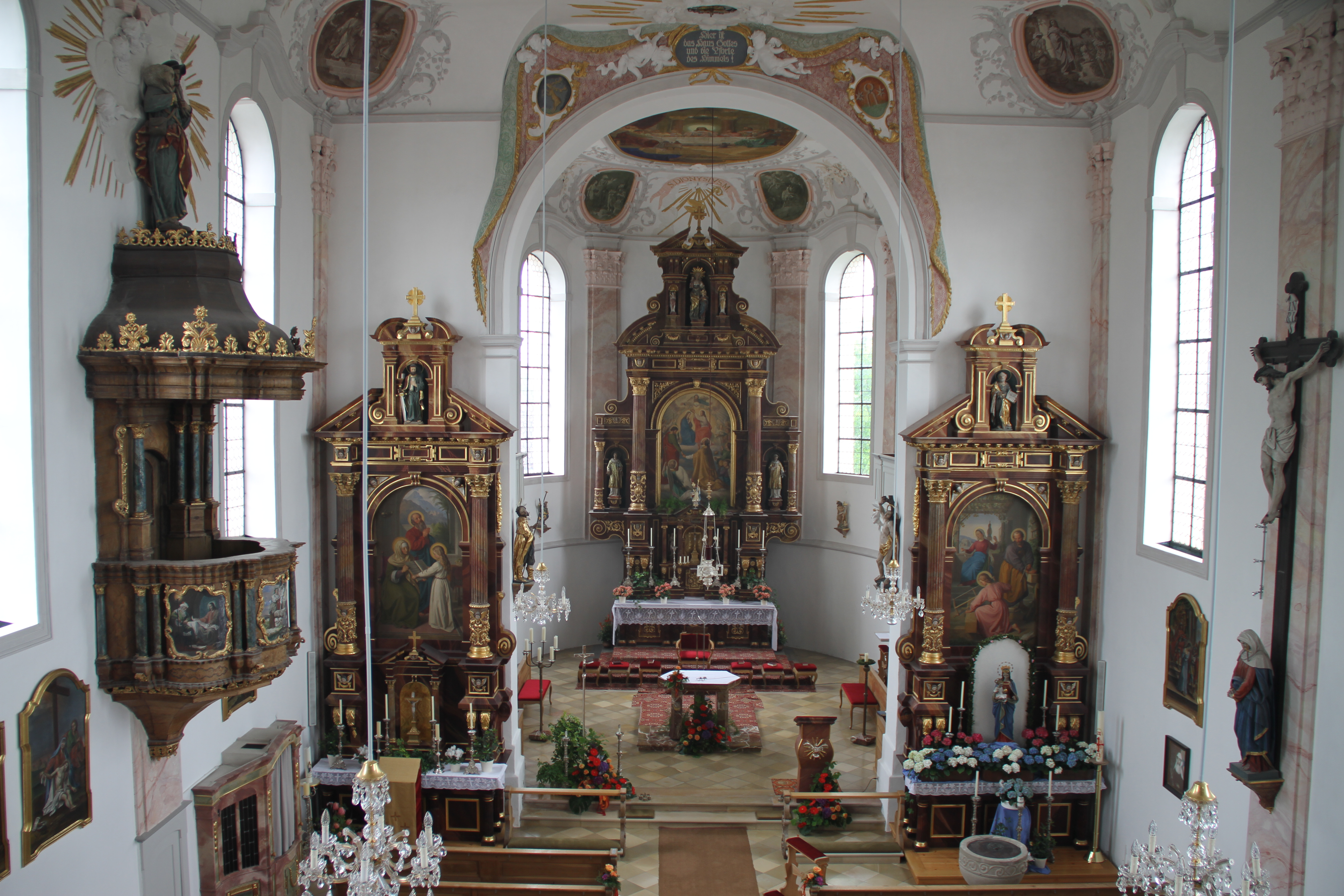
Blick von der Empore St. Dionysius

Die katholische Pfarrkirche St. Dionysius steht im Ortskern. Bis auf den spätmittelalterlich datierten Turmunterbau ist die Kirche 1709 bis 1710, vermutlich nach einem Entwurf von Johann Jakob Herkomer auf Initiative von Pfarrer Johann Biechele, erbaut worden. 1878 erfolgte eine Restauration. 1976 wurde die Raumschale renoviert, die Stuckdecke im Chor wurde 1979 gesichert, 1993 wurde eine Außenrenovierung durchgeführt. Der Grundriss der Kirche zeigt ein mächtiges Langhaus mit gestrecktem Chor im Osten und einen halbkreisförmigen Vorbau im Westen, die seitliche Dachflächen des Langhauses sind ebenfalls halbkreisförmig.
Das Taufbecken stammt aus dem 15. Jahrhundert, es hat ein Rankenrelief aus der Mitte des 13. Jahrhunderts. Der Altar in der Vorhalle stammt aus dem Jahr 1703, die Kanzel aus Nussbaumholz mit Intarsien aus dem Jahr 1720, die Chorstühle von 1710. Die Stuckreliefs (ca. 1712) sind von Matthias Lotter. Aus dem Jahr 1745 stammen Kreuzweggemälde, die im 19. Jahrhundert übermalt wurden. Die Deckengemälde (1920) stammen von Oswald Völkel und Wilhelm Lessig.
Die Kirche geht auf die fränkische Missionierung des 7. oder 8. Jahrhunderts zurück; das Patronat eines St. Dionysius ist ein Merkmal der karolingischen Kolonisationstätigkeit oder der staatsfränkischen Einflussnahme. Zudem verfügen karolingische Königshöfe regelhaft über zwei Kirchen, deren eine – St. Martin in Kaufbeuren – königliche Eigenkirche und als Fiskalkirche ausdrücklich dem Königshofverwalter und seinen Dienstleuten vorbehalten war. Die zweite, in diesem Fall St. Dionysus in Oberbeuren, stand der Ortsbevölkerung zur Verfügung. Daher war sie wahrscheinlich die ursprüngliche Pfarrkirche der gesamten Flur bis zur Wertach. Die Kirche war eine Quartankirche, die dem Bischof von Augsburg die Einkünfte jedes vierten Jahres überlassen musste. Seit 1721 hatten die katholischen Stadträte Kaufbeurens das Präsentationsrecht für die Pfarrei.

### St. Cosmas und Damian

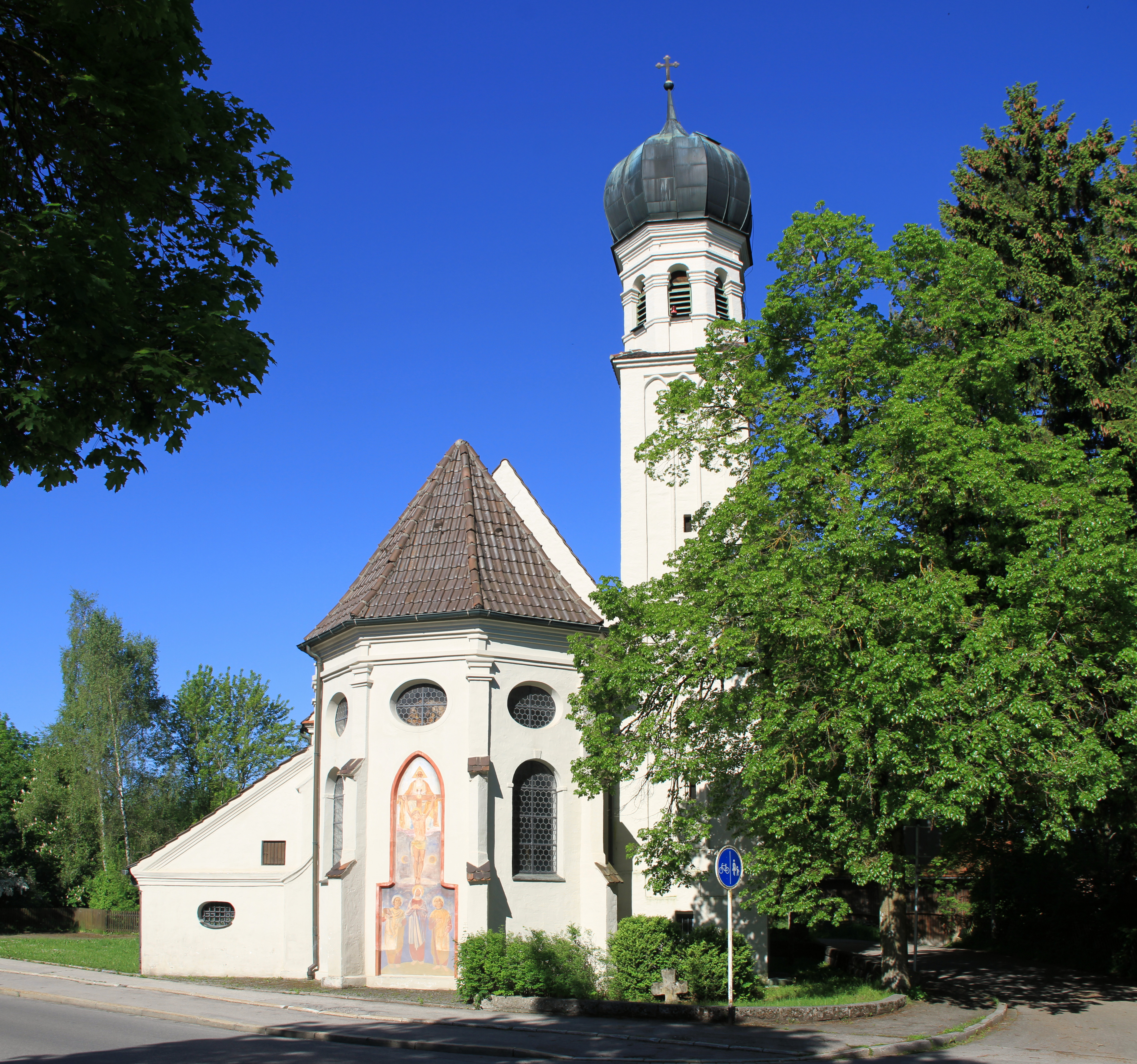
St. Cosmas und Damian von Osten

Die katholische Wallfahrts- und Kongregationskirche St. Cosmas und Damian wurde 1494 geweiht.
Von damals stammen noch der Chor, der Turmunterbau und der Kern des Langhauses.
Der Altar und die Sakristei liegen im Osten, gegenüber liegt der relativ kleine gedrungene Eingang mit dem Vorhaus. Der Westteil des Kirchenschiff ist leicht, parallel nach Süden verschoben.
Nach Zerstörung 1624 wurde die Kirche ab 1627 durch das Ehepaar Waller wiederhergestellt und 1631 erneut geweiht. Im Jahr 1658 wurde die Kirche der Marianischen Bürgerkongregation als Schenkung überlassen und restauriert. 1668 erhielt sie neue Altäre. 1730 wurden das Langhaus verlängert und die Sakristei erbaut, 1743 wurde sie reich mit Stuck ausgestattet und erhielt Malereien von Joseph Anton Walch. Der Hochaltar stammt von 1722, die Seitenaltäre von 1745. 1767 wurden die spitzbogigen Chorfenster rundbogig gemacht.
Im Rahmen der Säkularisation wurde 1810 geplant, die Kirche zugunsten einer Schule abzureißen, was aber am Widerstand er Bürger scheiterte.
Seit 1960 ist sie das Gotteshaus für die katholische Militärgemeinde, die Hauptwache des Militärfliegerhorsts liegt gegenüber.

### Weitere Baudenkmäler

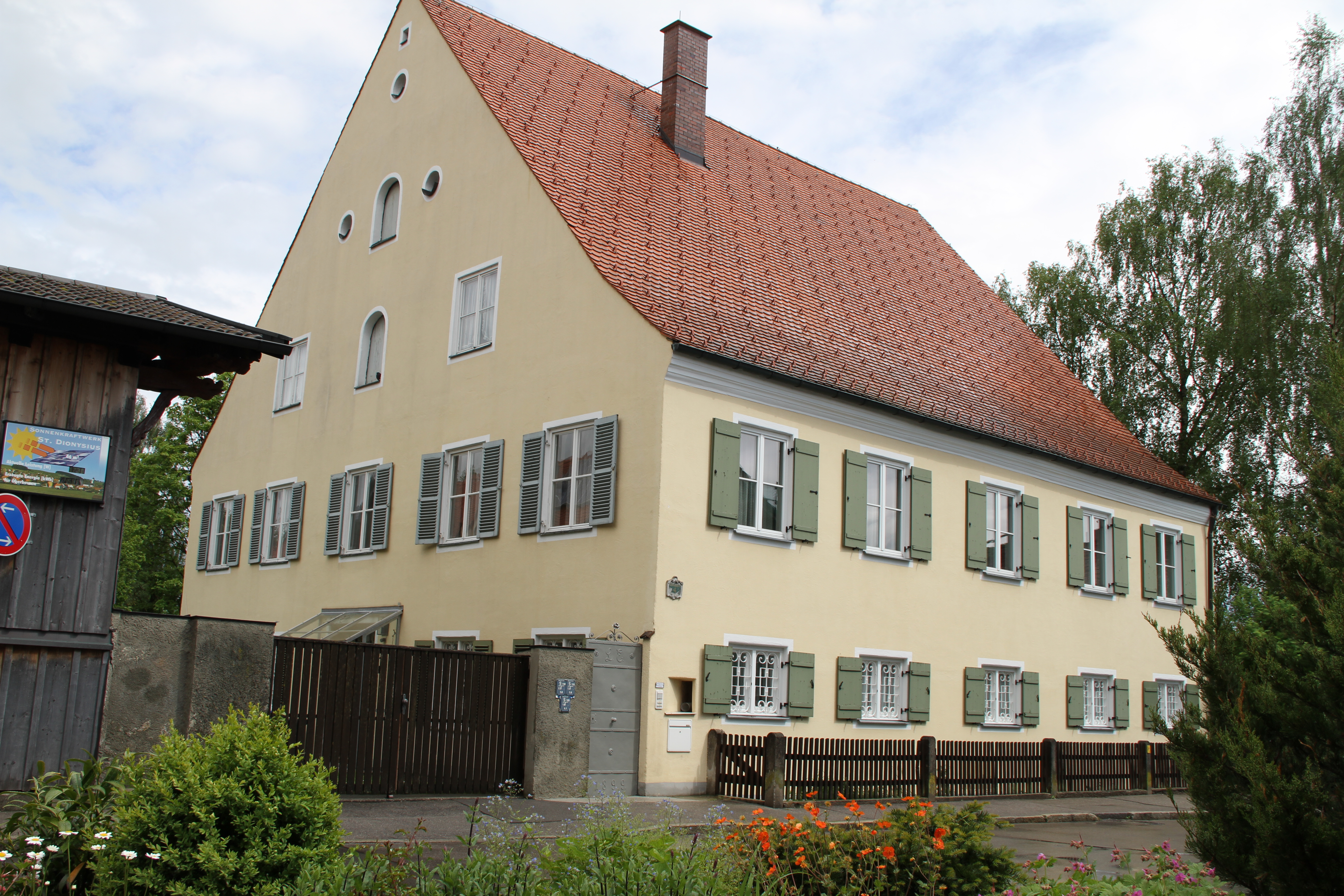
Pfarrhof
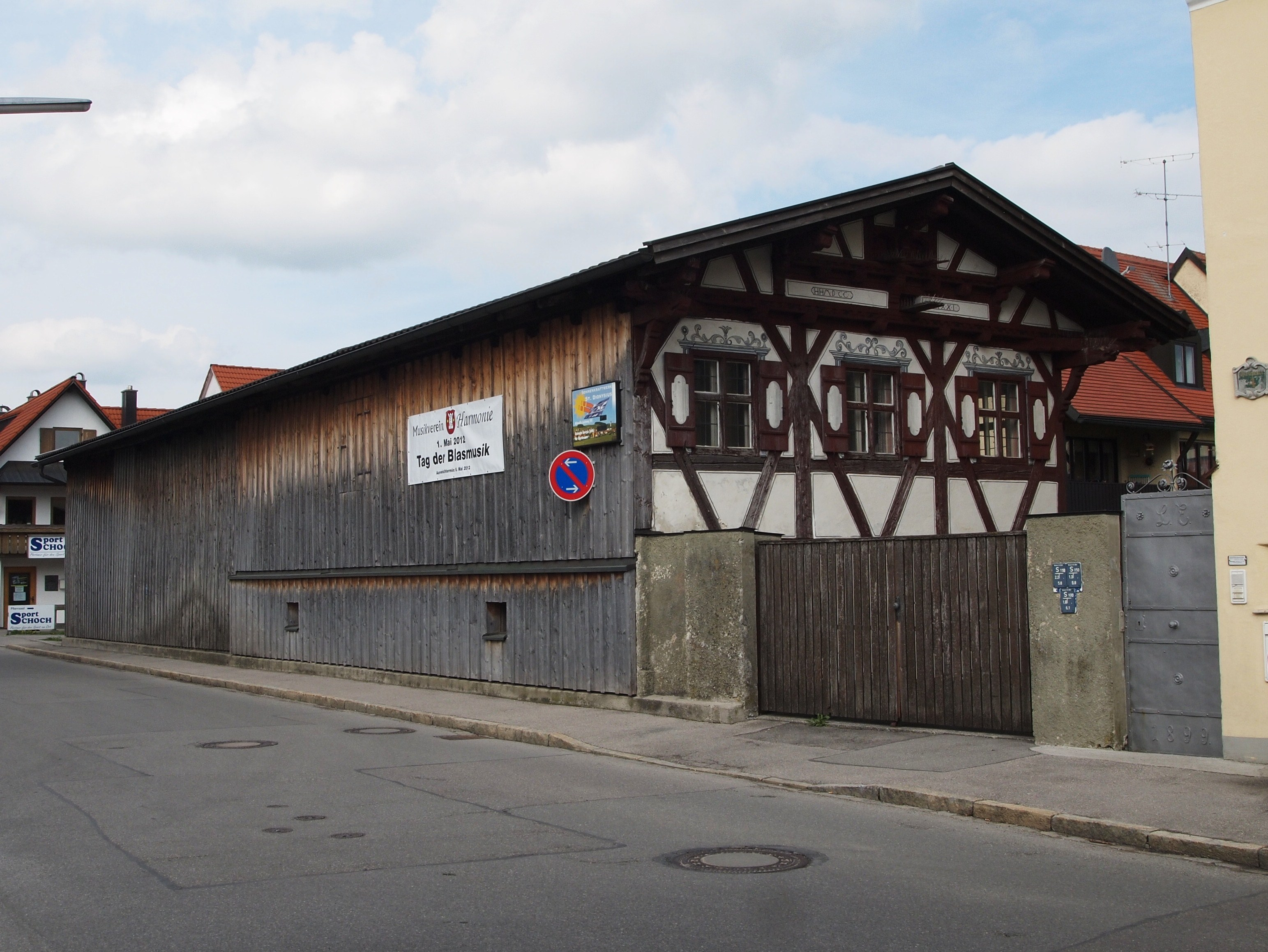
Pfarrstadel
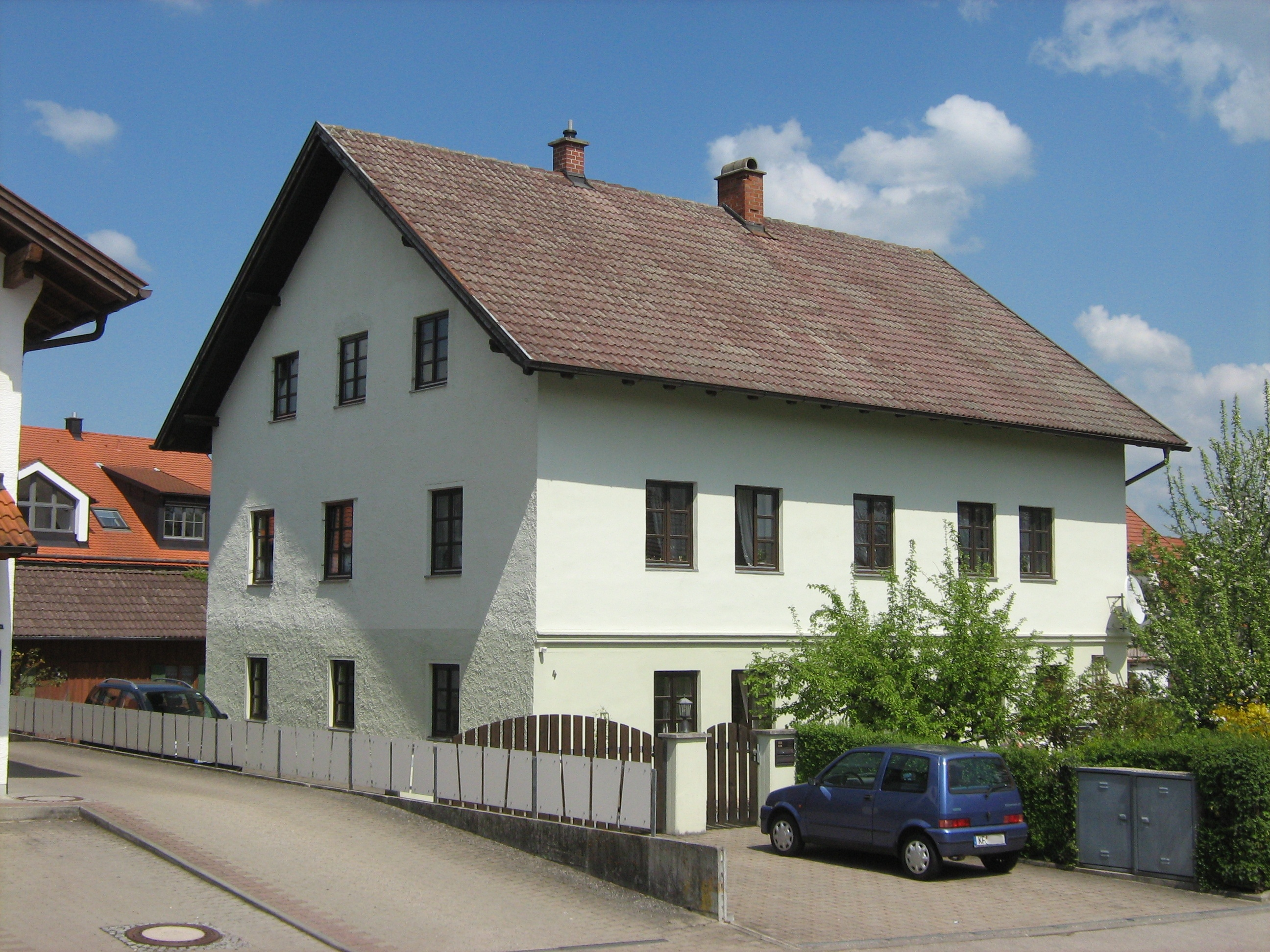
Am Schlößle
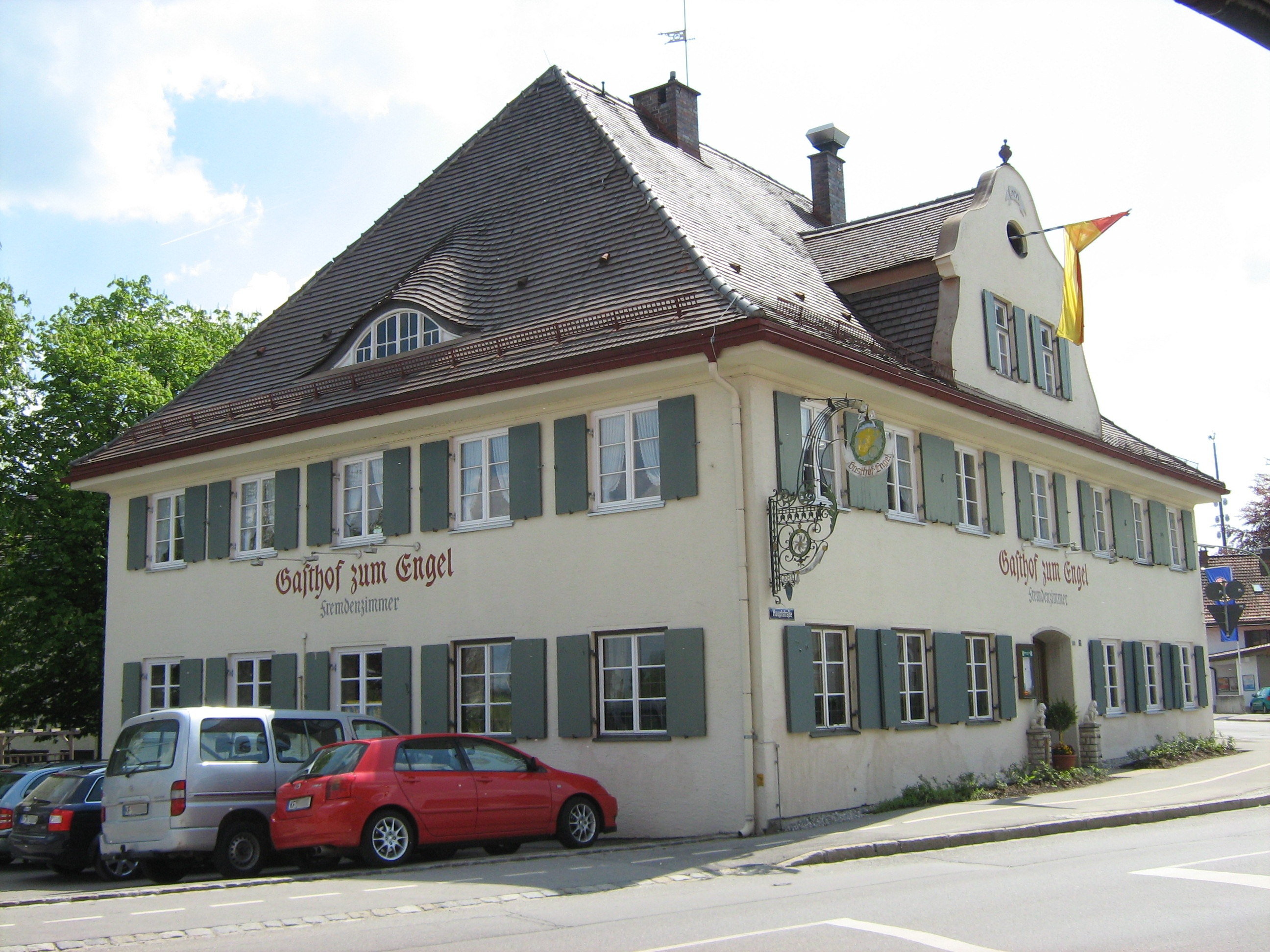
Gasthaus zum Engel
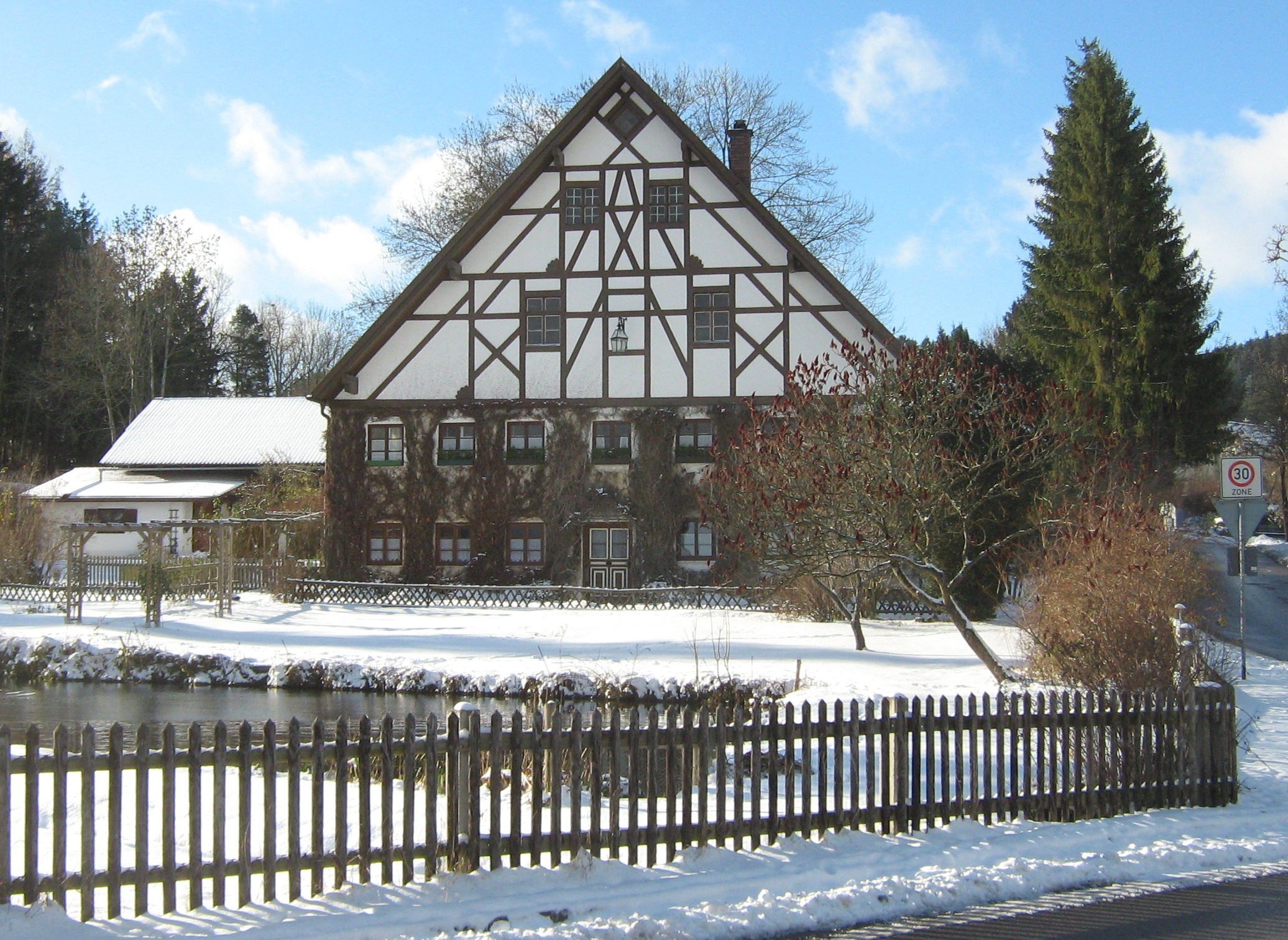
Ehemalige Mühle an der Salzstraße 25a

Der Pfarrhof von 1731/40 entstand nach einem Plan von Joseph Schmuzer. Der Pfarrstadel besitzt am Giebel eine kunstvolle Zimmermannsarbeit.
Das ehemalige Schlösschen Am Schlößle 4 ist ein Landedelsitz von 1576 und hat eine wechselvolle Geschichte mit häufigem Besitzerwechsel, Plünderungen und Restaurierungen. Das Schlössle war Schulhaus von 1810 bis 1923 und ist seit 1924 in Privatbesitz. Das Gasthaus zum Engel in der Hauptstraße wurde 1832 im Biedermeierstil errichtet.
Die ehemalige Papiermühle von 1490 in der Salzstraße 13 wurde im Dreißigjährigen Krieg zerstört, 1671 wiederaufgebaut und bestand bis 1863.
Die älteste Mühle des Ortes, in der Salzstraße 14, gehörte von 1472 bis 1522 zur Herrschaft Kemnat und wurde ebenfalls im Dreißigjährigen Krieg zerstört. Sie wurde 1661 wiederaufgebaut.
An der Salzstraße 25a liegt die alte Ölmühle, die 1694 als Eisenschmiede errichtet worden war.

## Militärflugplatz
In Oberbeuren befindet sich der Fliegerhorst Kaufbeuren.

## Bildung

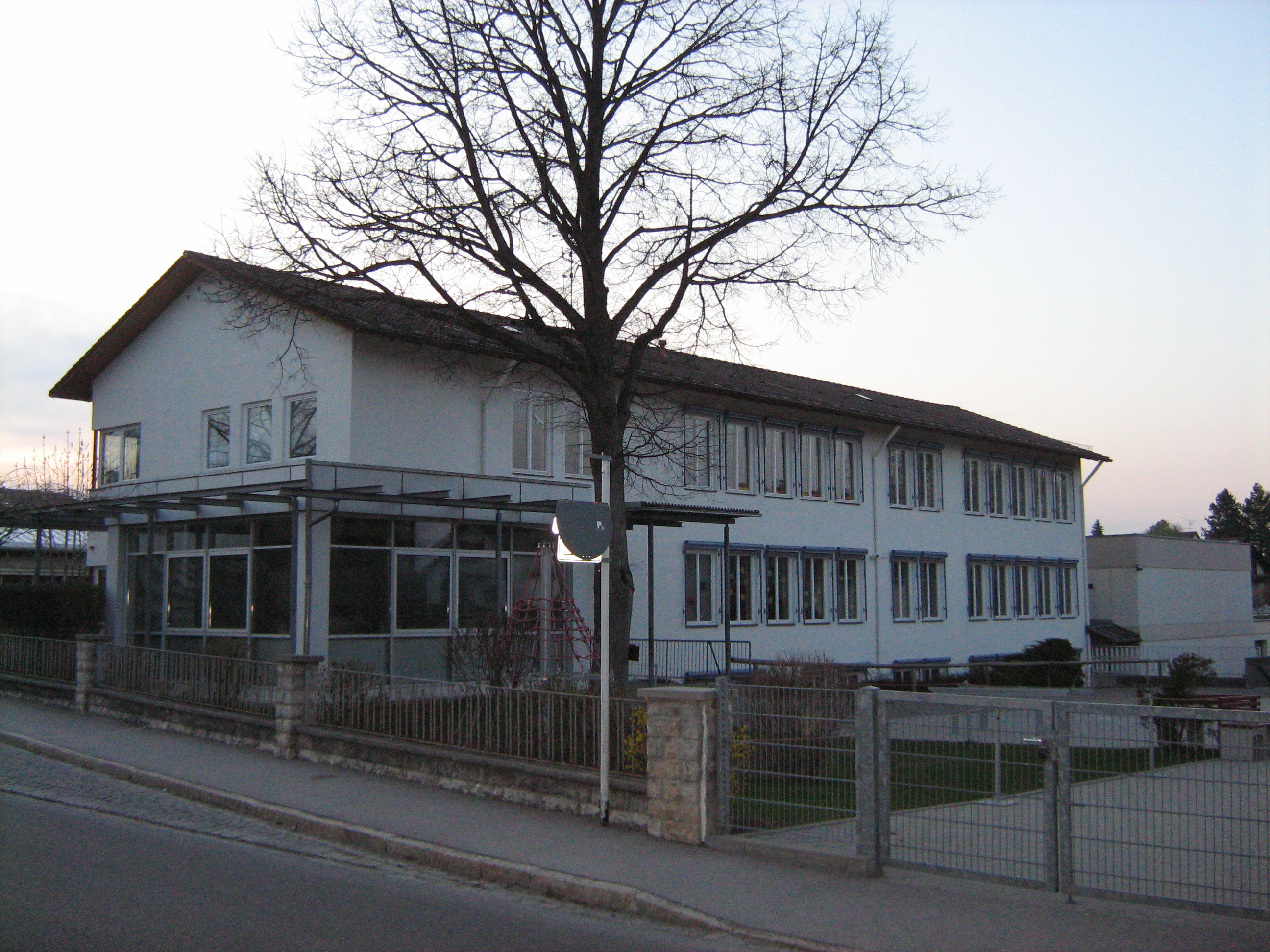
Volksschule Oberbeuren

Oberbeuren bietet mit der Volksschule Oberbeuren eine Grundschule bis zur 4. Jahrgangsstufe an. Weiterführende Schulen sind nur in Kaufbeuren erreichbar.
Die Arbeiterwohlfahrt betreibt einen Kindergarten.

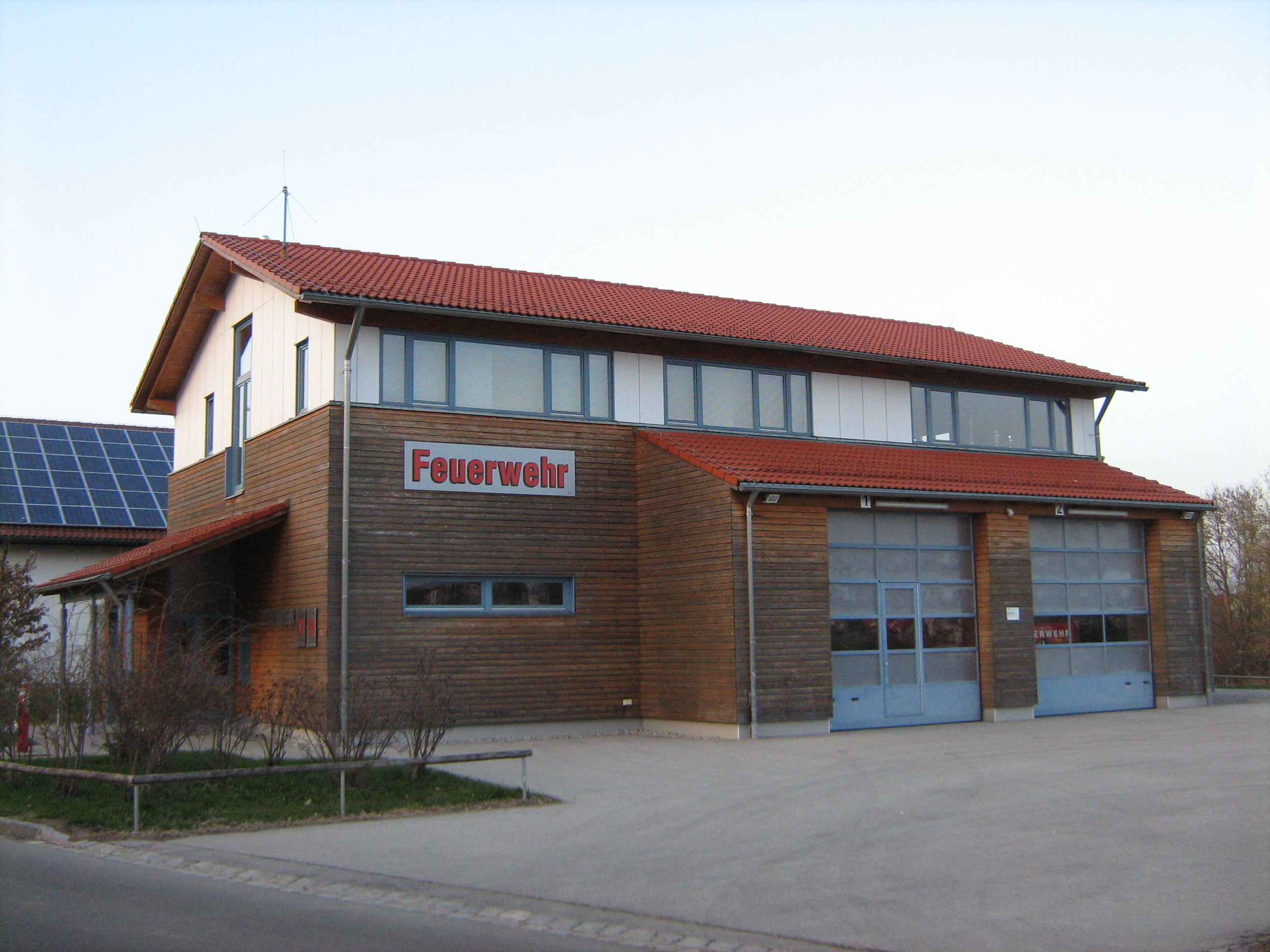
Feuerwehrhaus Oberbeuren

## Vereine
- Die 1871 gegründete Freiwillige Feuerwehr Oberbeuren ist als eigenständige Feuerwehr im Stadtfeuerwehrverband Kaufbeuren mit Kommandant und Verein integriert.[10][11]
- TSV Oberbeuren
- Oberbeurer Schützenverein Blattlschoner
- Musikverein Harmonie Oberbeuren
- Theaterverein D'Oberbeurer Bühne e. V.

## Persönlichkeiten
- Dietrich Wildung (* 1941), Ägyptologe, Direktor des Ägyptischen Museums Berlin

## Bilder

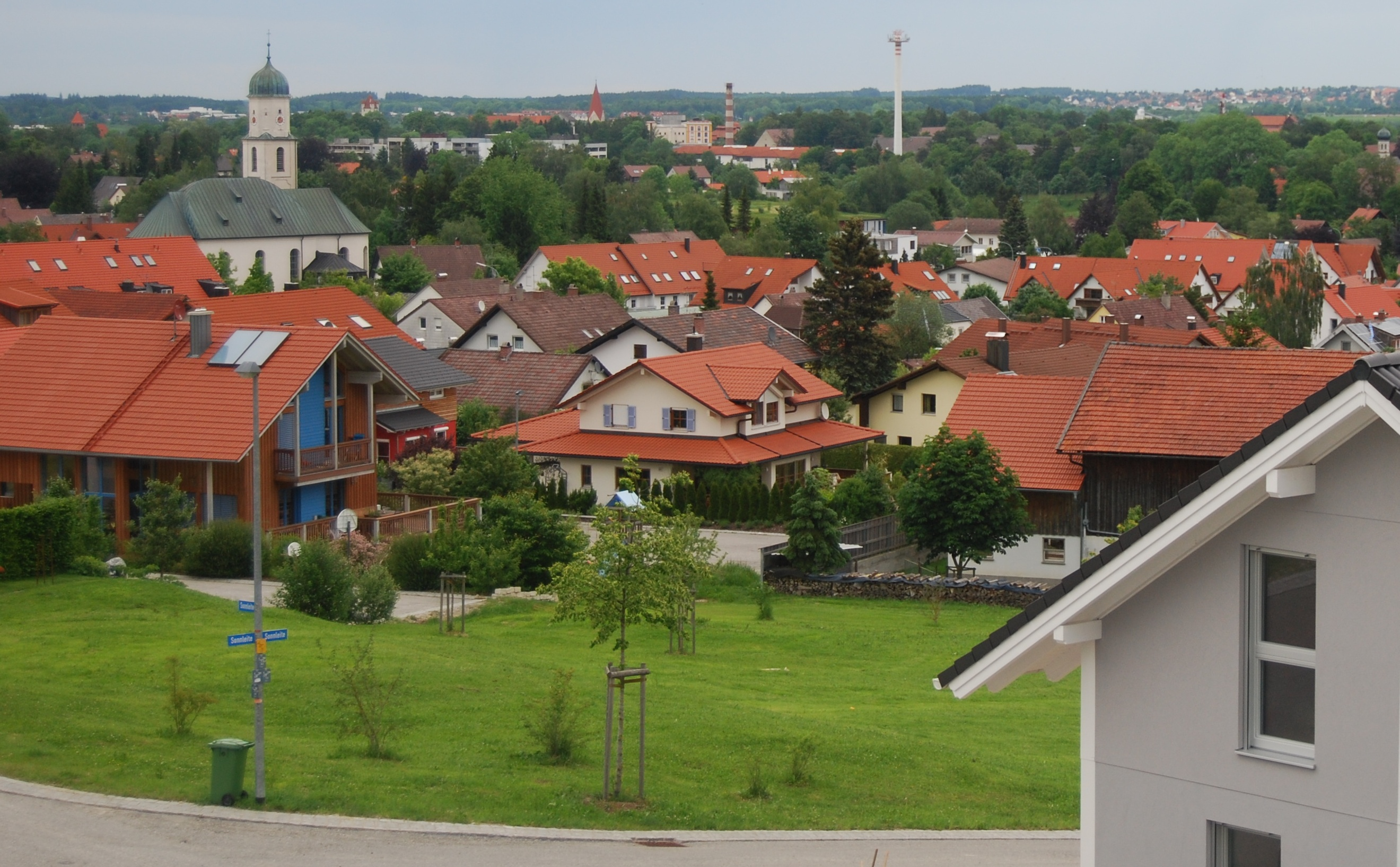
Stadtteil
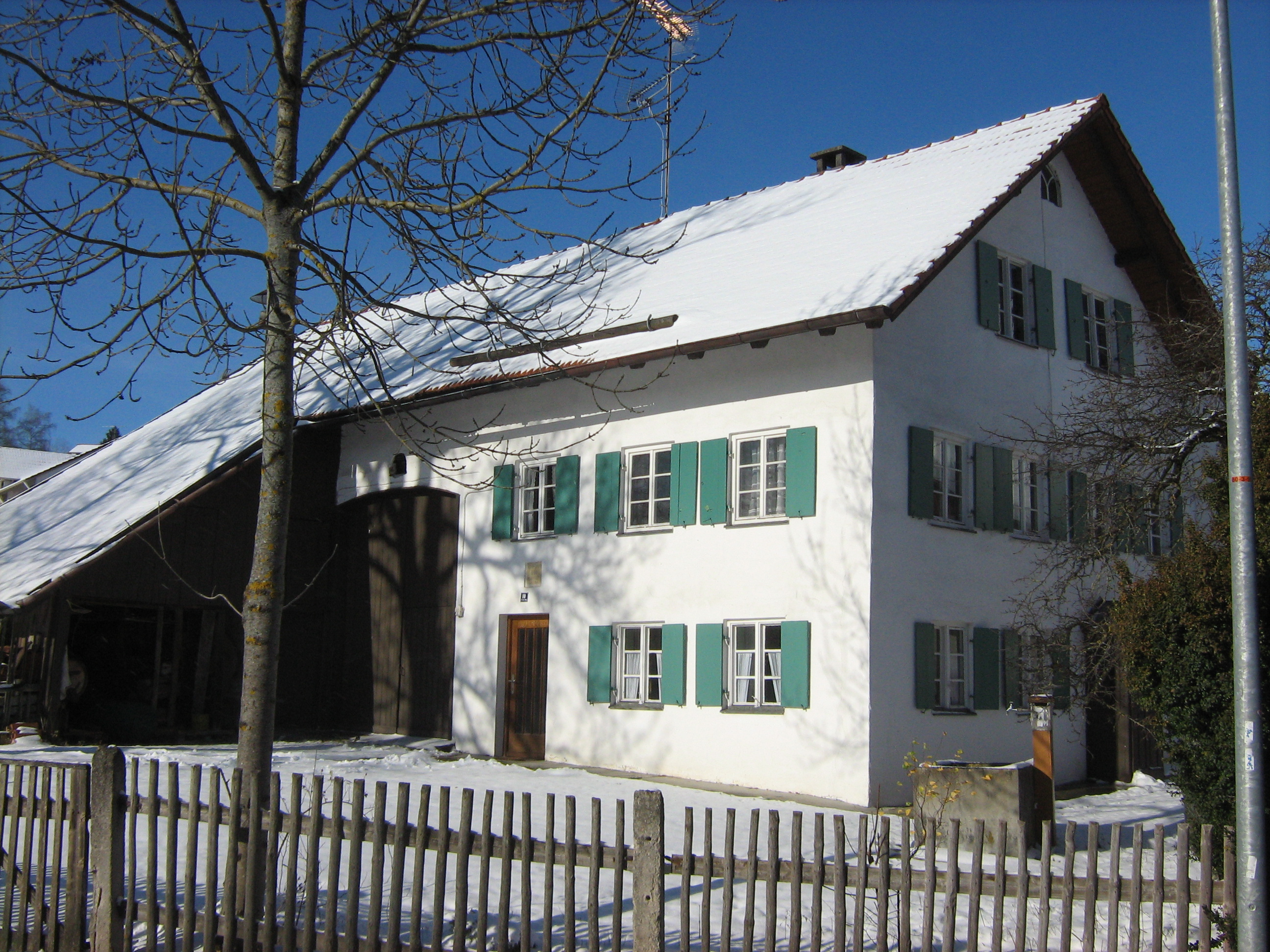
Altes Bauernhaus
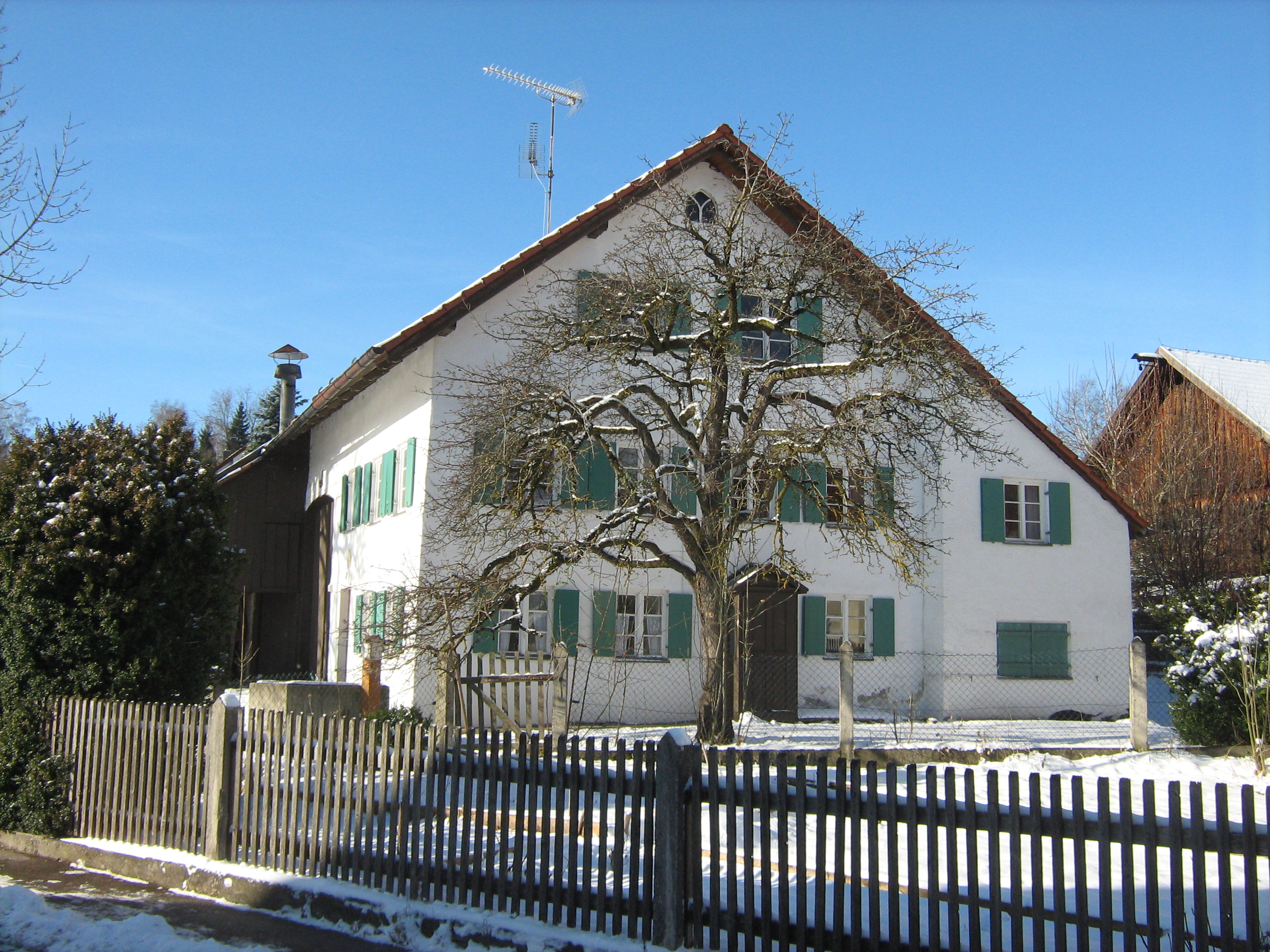
Altes Bauernhaus
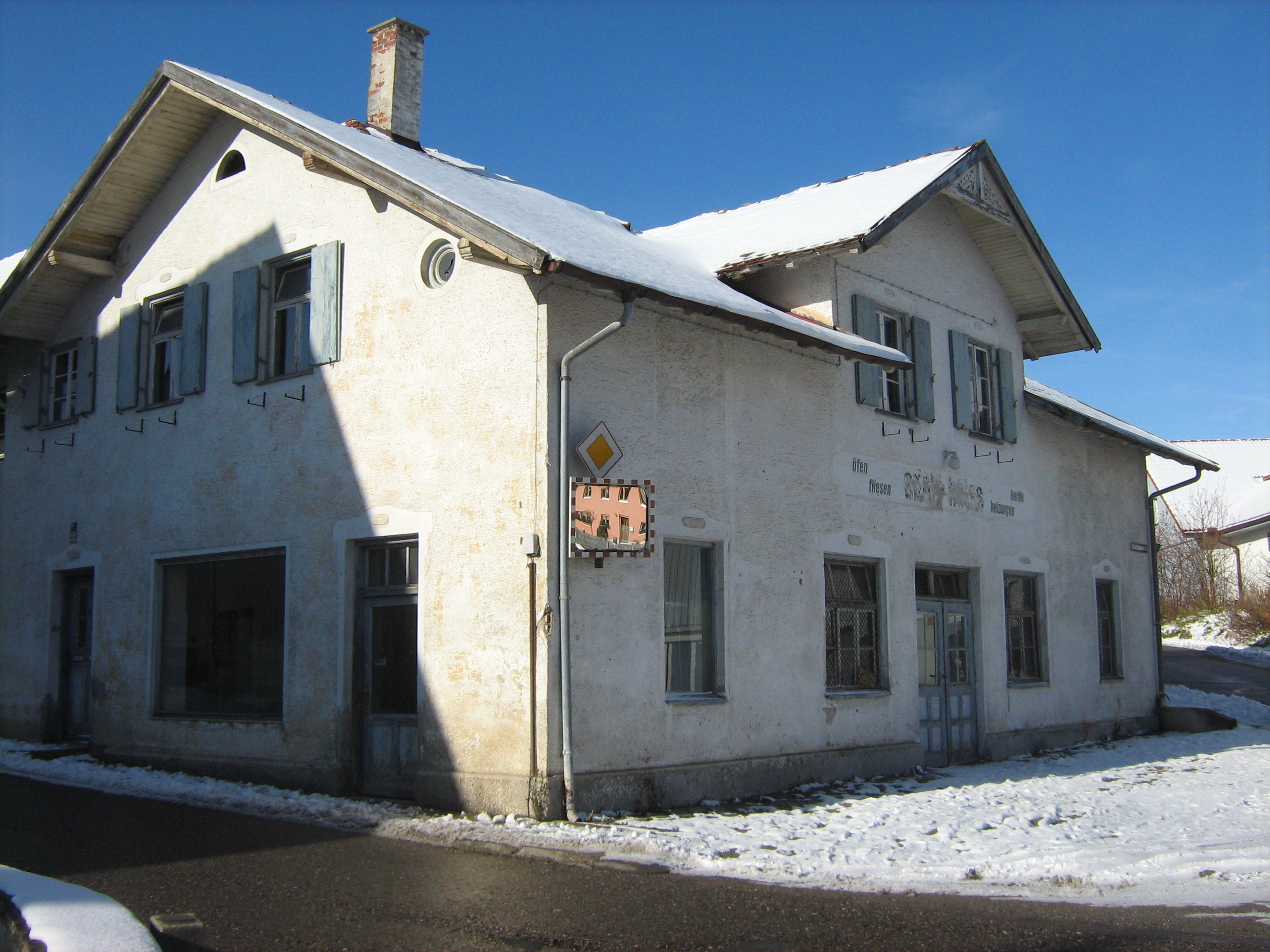
Alte Käserei
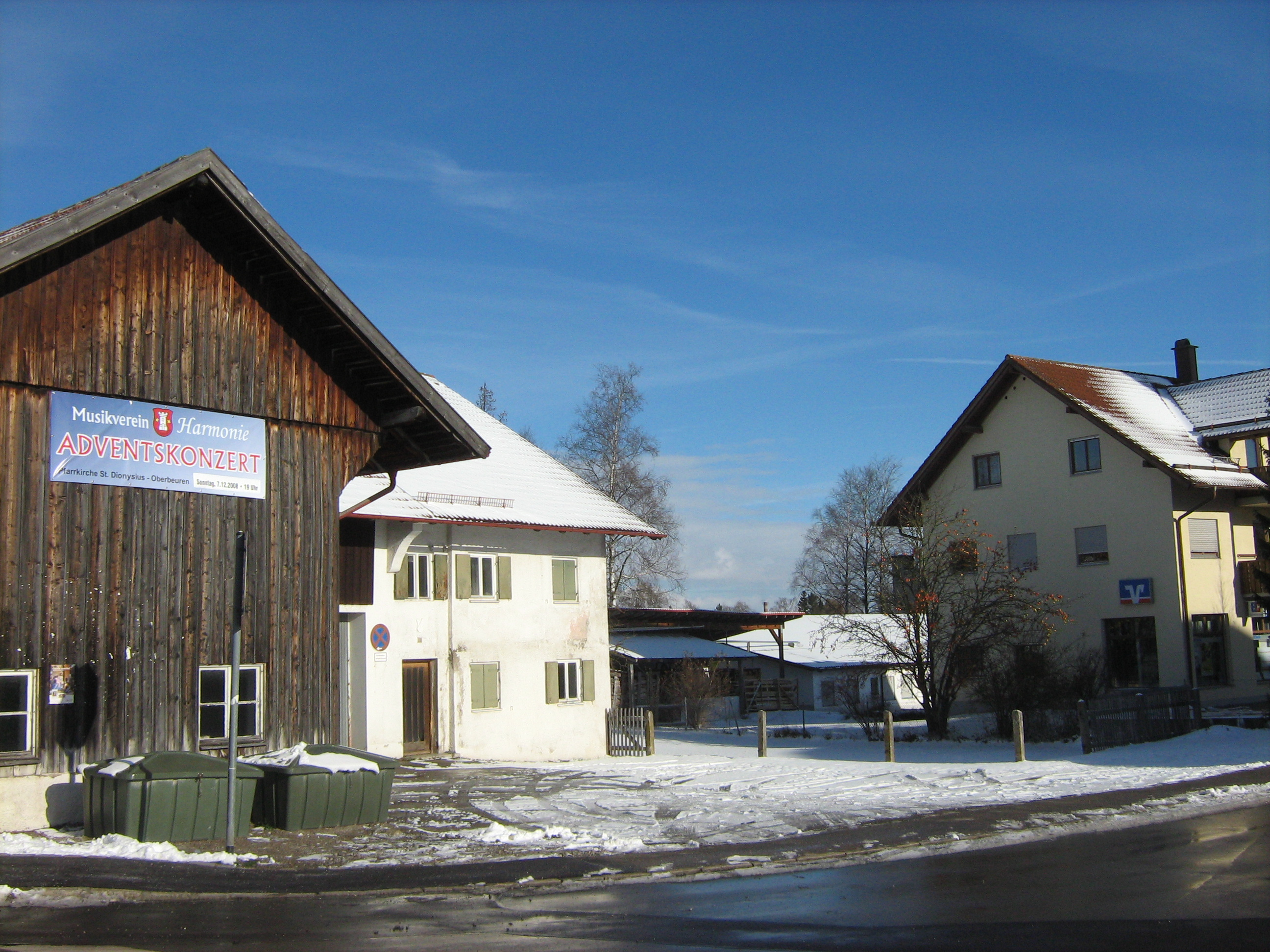
Altes Feuerwehrhaus
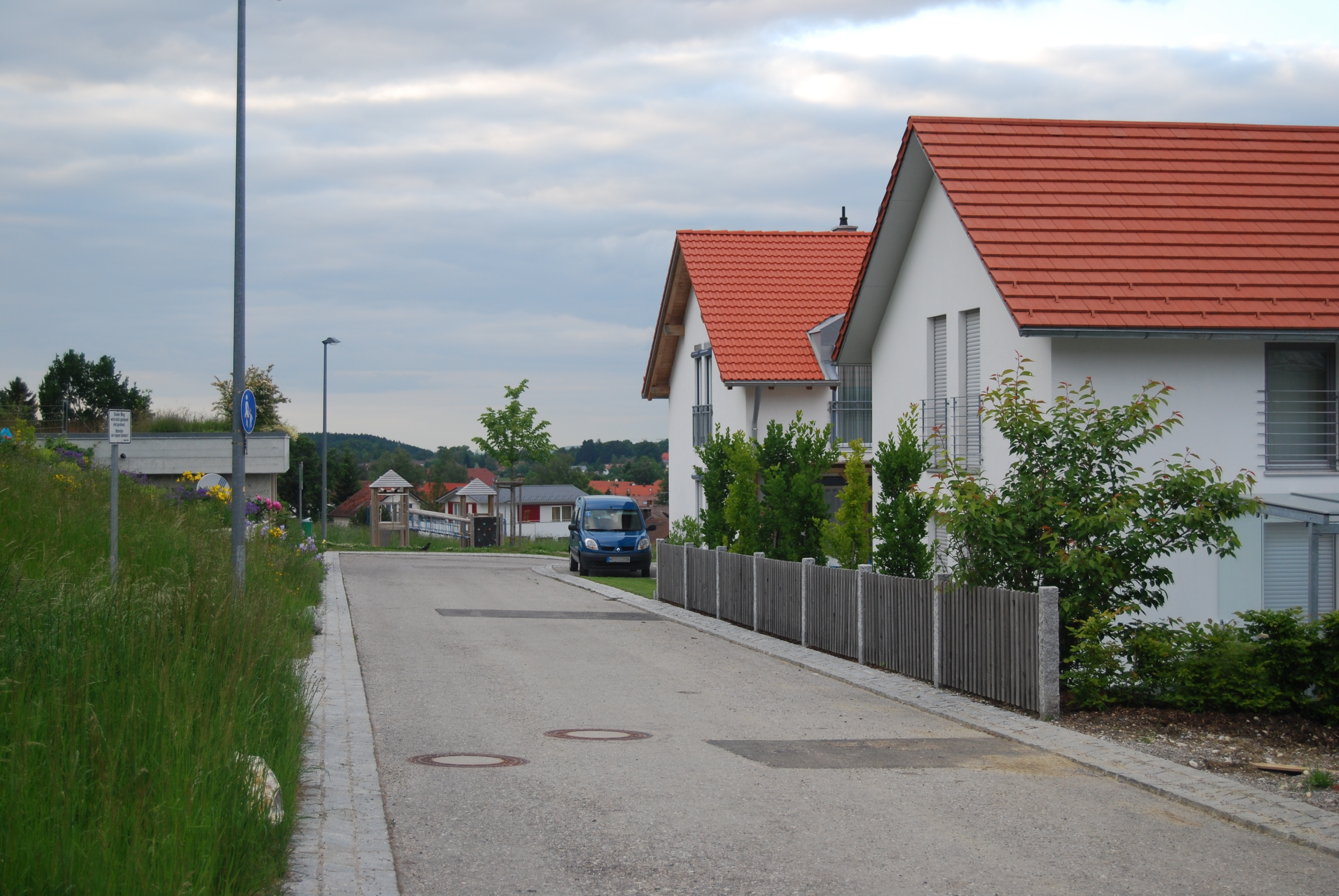
Baugebiet Sonnleite